# Hyalonema ovatum
Hyalonema ovatum är en svampdjursart som beskrevs av Isao Ijima 1895. Hyalonema ovatum ingår i släktet Hyalonema och familjen Hyalonematidae. Inga underarter finns listade i Catalogue of Life.